# Jean-Jacques Muyembe-Tamfum
Jean-Jacques Muyembe (n. 1942) es un virólogo congoleño, director general del Instituto Nacional de Investigación Biomédica de la República Democrática del Congo. Formó parte del equipo del Hospital de la Misión Católica de Yambuku que investigó el primer brote de ébola.

## Biografía
Hijo de agricultores, Muyembe creció en la provincia de Bandundu. Fue educado por los jesuitas y estudió medicina en la Universidad Lovanium en la República Democrática del Congo, donde se interesó por la microbiología y se graduó en 1962. Obtuvo un doctorado en virología en la Universidad de Lovaina en Bélgica, trabajando en infecciones virales con modelos de ratones. Regresó a la República Democrática del Congo en 1973 y trabajó en el control de brotes, participando por vez primera en uno de cólera en Matadi en 1974.
Muyembé formó parte del grupo que investigó el primer brote de ébola en el mundo, que apareció en 1976 en la antigua República de Zaire. Desde entonces lleva cuatro décadas dedicadas al estudio del virus del ébola. Ha contribuido de manera significativa a la creación y la implementación de técnicas de detección y diagnóstico del virus, además de promover medidas de control y prevención de la enfermedad.
En la actualidad (2018) su equipo está poniendo a prueba un nuevo medicamento basado en moléculas antivirales, que están siendo probadas en pacientes de hospitales congoleños bajo la supervisión de la Organización Mundial de la Salud. Muyembe ha comunicado a diversos medios de comunicación que algunos pacientes muestran síntomas de curación tras recibir el tratamiento experimental.

## Reconocimientos
En 2015 recibió el premio Christophe Mérieux para el estudio de la investigación del ébola en la cuenca del Congo. Ese año también fue galardonado con el premio África de la Royal Society «por su trabajo fundamental sobre las fiebres hemorrágicas virales, incluido el ébola, generando la base de nuestra comprensión de la epidemiología, las manifestaciones clínicas y el control de los brotes de estas infecciones virales»,
 así como con el Lifetime Achievement Award en el Simposio Internacional sobre Filovirus. En 2019 ganó el Premio África Hideyo Noguchi del gobierno japonés. Muyembe está incluido en las 100 personas más influyentes de 2020 de la revista Time y fue elegido por la revista Nature como una de las 10 personas más relevante del año en 2018, 2019 y 2020.